# Strigula macaronesica
Strigula macaronesica är en lavart som beskrevs av Sérus. Strigula macaronesica ingår i släktet Strigula och familjen Strigulaceae.   Inga underarter finns listade i Catalogue of Life.